# Molí Diumer
El Molí Diumer és un edifici del municipi de Cardedeu (Vallès Oriental) que forma part de l'Inventari del Patrimoni Arquitectònic de Catalunya.

## Descripció
És un edifici aïllat, prop del mas Diumer, té planta baixa i pis.Té la coberta a una vessant, amb una original xemeneia. La façana és de pedra, el portal d'entrada és d'arc rebaixat, amb vint-i-una dovellades de construcció bastant tosca. El nivell interior és més baix que l'exterior. Té un altre portal, amb llinda de fusta. Per davant té dues finestres fetes amb maons, per darrere en té dues de molt petites. Les parets són de més d'un metre. Es conserva a l'interior la pedra de molí, però desmuntada.

## Història
Molí documentat el 1199, propietat dels fills d'Arnaldo Decimaris. Durant els segles xiv i xv s'esmenta el Mas Diumer. El setembre de 1893 encara funcionava i s'hi molia gra per al bestiar. Per sota del molí hi passa un rec, que va de la riera, a uns cent metres, fins a una bassa que hi ha al darrere (també menava aigua a l'horta de Can Diumer). Es veu aquest molí en el mapa de 1777, força lluny del nucli urbà. Avui en dia, l'expansió d'aquest fa que el molí Diumer estigui ja integrat dins del cas urbà. L'edifici està restaurat en un estil rústic, fins fa poc era un habitatge.